# Julgado de Bouro
O Julgado de Bouro ou Boiro é um antigo julgado medieval português.
Era "terra sem vila nem castelo, de serras e montanhas, sem nenhuma povoação" que ficasse próxima uma outra, estando situado entre os rios Homem e Cávado. Seguia pelo Rio Caldo até à Portela de Leonte, seguindo uma linha entre a Galiza e Portugal até à Portela do Homem na distância de três léguas. Acompanhava o mesmo rio Homem, vindo até Souto. Fazia fronteira com os antigos concelhos de Pico de Regalados, e Entre Homem e Cávado.